# Palazzo Caroelli
Il Palazzo Caroelli era la residenza di campagna dei conti Caroelli, feudatari di Vespolate e Garbagna Novarese, situato a Garbagna Novarese. Il palazzo risale al XVII o al XVIII secolo e costituisce un esempio di architettura barocca.
Dai Caroelli fu in seguito ceduto ai Moretti di Milano: nei primi anni '40 del XIX secolo risultava proprietà di Enea Moretti. Un secolo dopo Ernesto Colli lo riporta appartenere alla famiglia Buslacchi e nel 1978 alla famiglia Costadone.

## Ubicazione
Palazzo Caroelli si trova all'interno di un isolato delimitato a est da via Matteotti, a sud da via Chiesa, a nord da via Scuole e ad ovest da un sistema di strade private, in parte ad uso del palazzo stesso. L'isolato costituisce la propaggine meridionale del centro storico (nucleo antico, nei documenti) di Garbagna e comprende altri edifici.

## Descrizione

### Configurazione generale
Il palazzo presenta una pianta a L, composta da un edificio sostanzialmente rettangolare con lato principale (facciata pubblica) rivolta a est; su quest'ala s'innesta a 90° un altro edificio, pure sostanzialmente rettangolare. Quest'ultimo costituisce il settore privato dell'antica dimora, con facciata dotata di porticato a pian terreno. Davanti al corpo sud si sviluppa un cortile quadrangolare con accesso da via Matteotti tramite portone. L'area esterna (giardino) si sviluppa a partire dall'innesto tra il corpo est e il corpo sud, con sviluppo libero in direzione nord e ovest.

### La facciata
La facciata è divisa longitudinalmente: la parte inferiore più sobria e costituita da un piano terra e uno ammezzato, la parte superiore con balcone centrale e modanature curvilinee sopra le finestre.
La facciata a est è definita da un cornicione modanato con comignoli monumentali, a due ordini, ed è scandito da lesene bugnate. Nella parte inferiore sono collocate finestre incorniciate semplicemente, mentre nella parte superiore, oltre al già citato balcone, le aperture sono decorate da fregi curvilinei. Questo lato dell'edificio, affacciato sulla strada principale del paese, è completato dal muro di recinzione, nel quale è ricavato un passo carraio definito da una cornice e da due accenni di volute ai lati.

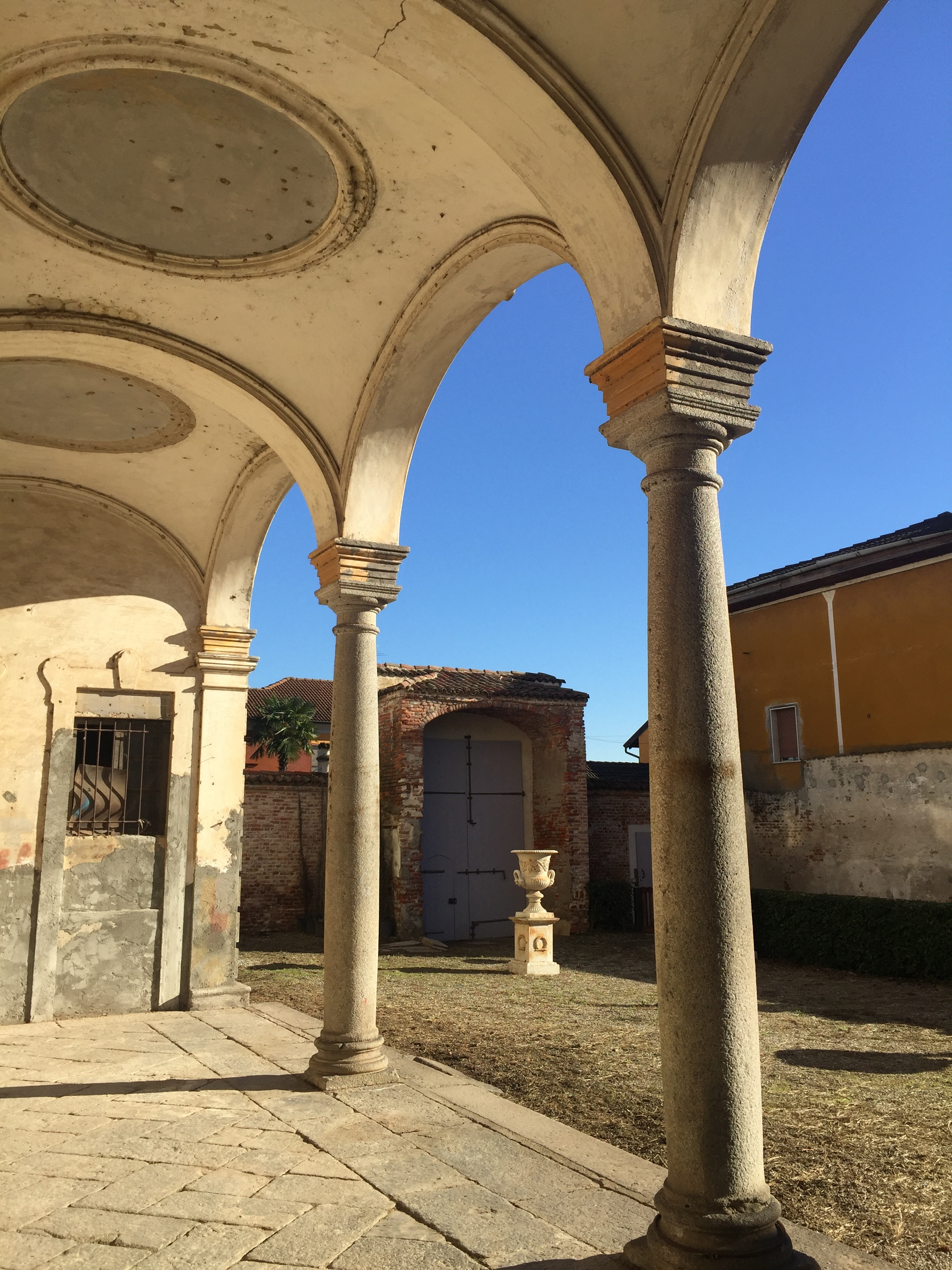
Colonnato interno e cortile

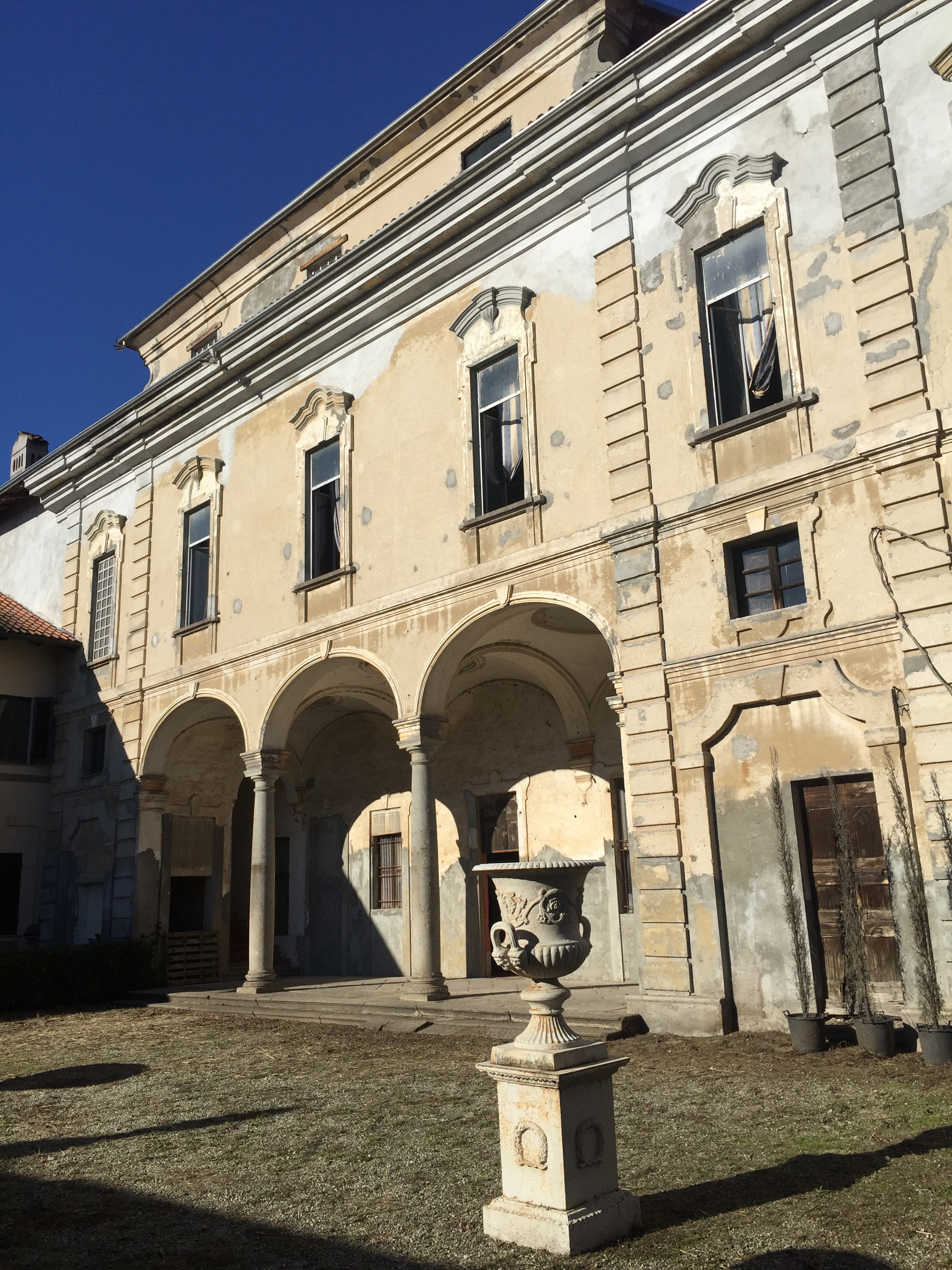
Facciata interna

### Il portico
Sul lato sud è presente un ampio portico con archi ribassati retti da colonne di pietra, dallo stile semplice. Il portico guarda sul cortile interno, sul quale erano situate le ali destinate ai locali di servizio, ora sostituite da costruzioni più recenti. Il tetto di un cassero è sormontato da due pigne in pietra. Dal portico si accede al piano superiore tramite uno scalone decorato con una ringhiera in ferro battuto.

### Gli interni

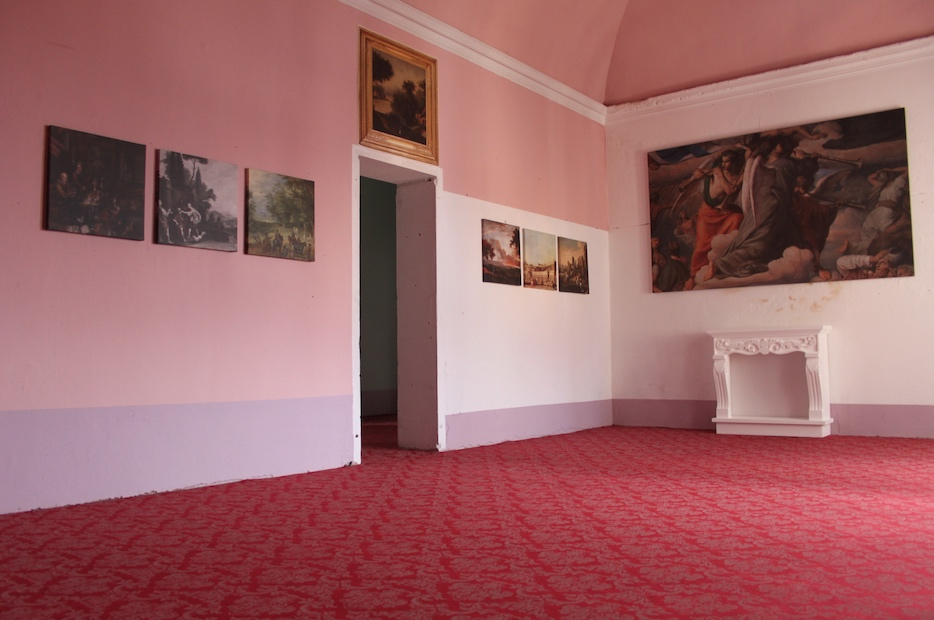
Sala interna al piano nobile Pinacoteca

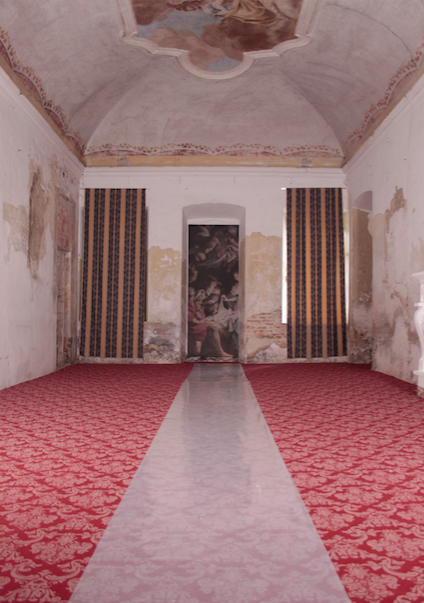
Salone affrescato al piano terra

All'interno, i saloni del piano superiore, riservato ai proprietari, sono decorati con affreschi e stucchi in stile barocco. Questi ambienti conservano l'originale eleganza: tutti rivolti ad un salone centrale ornato da stucchi e affreschi con soggetti allegorici sul soffitto e con paesaggi sulle pareti. Anche gli altri ambienti hanno soffitti decorati, i cui soggetti risultano però di difficile interpretazione.

### L'oratorio

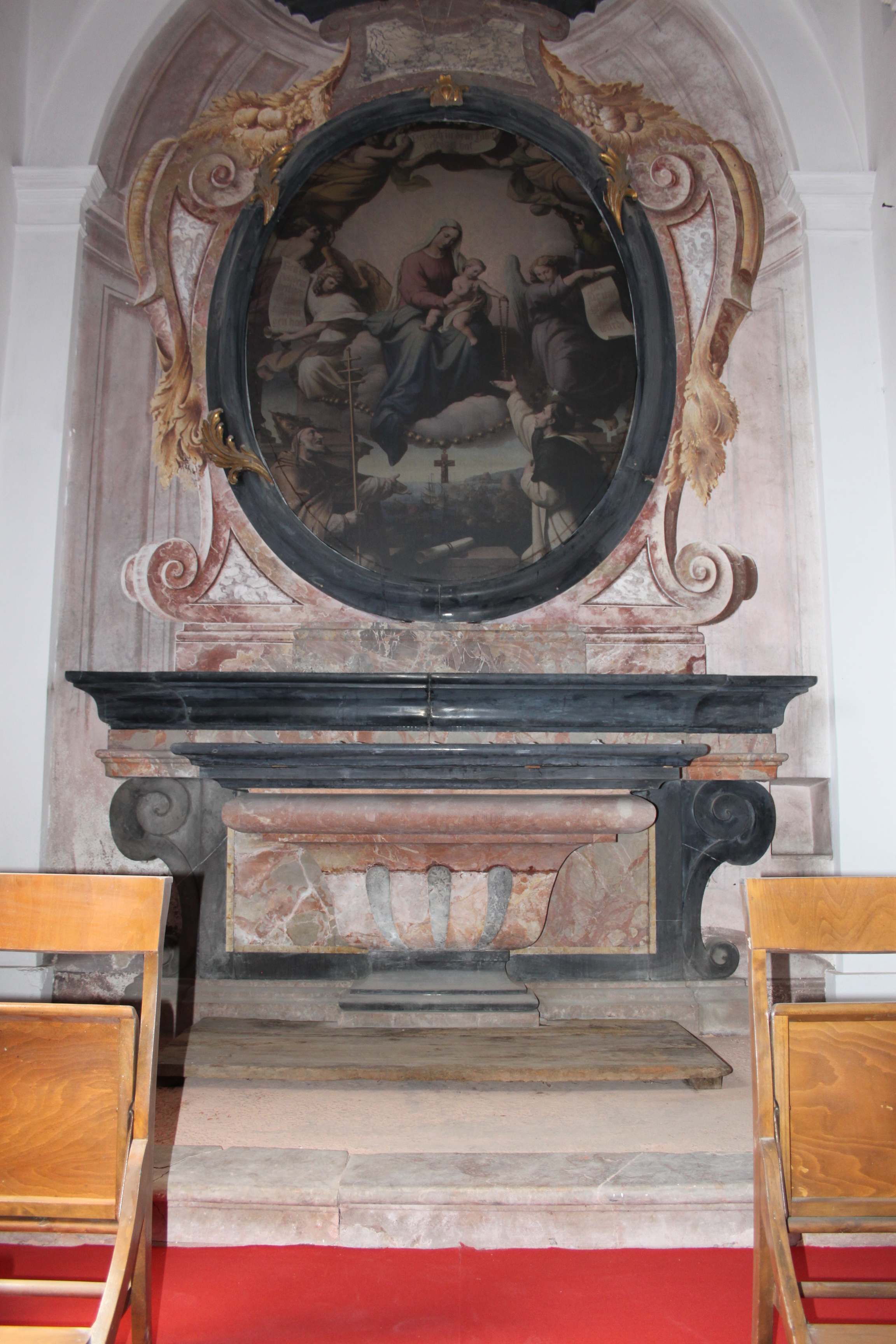
Particolare della cappella privata

All'interno, al piano inferiore, oltre al vasto salone, è posta una piccola chiesa dedicata a San Giovanni Nepomuceno. L'edificio è a navata unica con altare ed ancona marmorei, ancona ora priva della tavola dipinta che la ornava nel XVIII secolo, quando fu visitata dal vescovo novarese Marco Aurelio Balbis Bertone durante la visita del 18 aprile 1762. Le relazioni dei funzionari ecclesiastici riportano che nel XVIII secolo questo oratorio si apriva verso la strada mediante una porta, aveva volte decenti, era pavimentato, imbiancato e con l'abside decorato con immagini sacre. L'edificio era illuminato da una finestra vetrata rivolta a sud. L'ancona marmorea dell'altare era arricchita da una tela dipinta raffigurante la Beata Vergine e San Giovanni Nepomuceno, santo a cui è dedicata la chiesa.

## Famiglia Caroelli

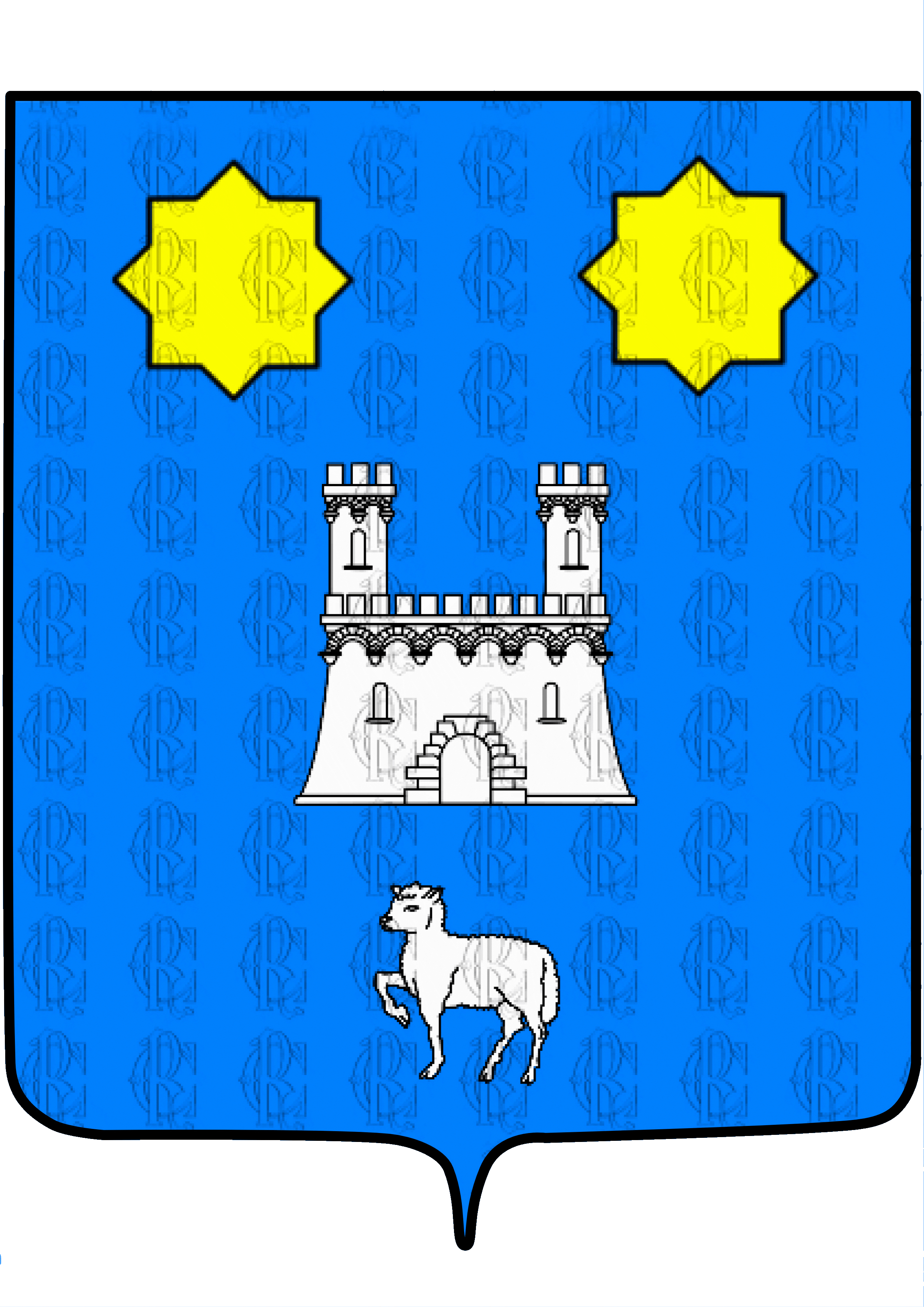
Stemma Conti Caroelli scudo con sfondo azzurro con castello d'argento sormontato da due stelle in oro, alla base agnello passante in argento.

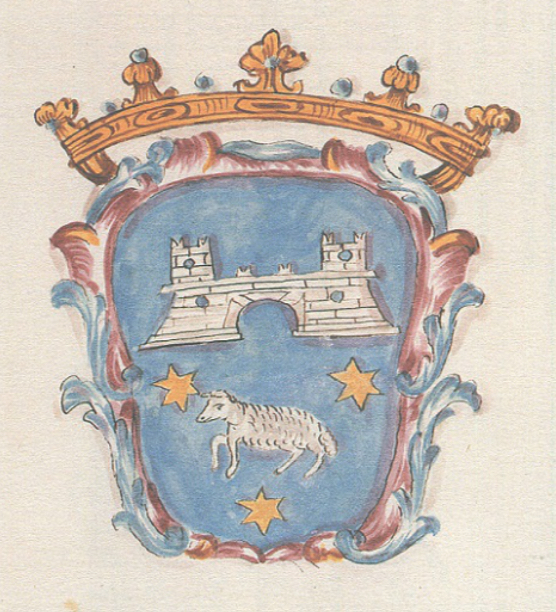
Stemma Conti Caroelli raffigurato in un affresco

La famiglia Caroelli viveva originariamente fra Galliate e Romentino. I suoi componenti erano qualificati come dominus ed erano mercanti di spezie, sacerdoti o medici.
Relativamente all'araldica, il Manno riporta:
- stemma: D'azzurro al castello d'argento accompagnato, in capo da due stelle d'oro; in punta dell'agnello d'argento;
- cimiero: Aquila di nero, rostrata, e membrata di nero, linguata di rosso.

### Giovanni Andrea
Giovanni Andrea fu un commerciante all'ingrosso di riso e granaglie. Sposò nel 1612 Anna Gallina, figlia di mercanti, a conferma della vocazione commerciale della famiglia.

### Alessandro
Alessandro, figlio di Giovanni Andrea, esercitò inizialmente la stessa attività del padre. Le ricchezze accumulate gli permisero di ottenere l'appalto della tesoreria del Contado dal 1625 al 1635 e dal 1646 al 1647. Questo gli consentì di aumentare notevolmente il suo patrimonio.
Fino alla fine degli anni '50 del XVII secolo la guerra e la necessità di mantenere l'esercito pesarono fortemente sull'economia dello stato milanese. Nelle campagne la conseguente tassazione causò molti problemi alle famiglie, spesso costrette ad indebitarsi per far fronte ai pagamenti. Ne furono invece favoriti gli esattori, come i Caroelli, che ne ricavarono enormi guadagni. A questo stato di cose si oppose il Contado, intentando una causa contro Alessandro, ma essa non valse a nulla, perché fu opportunamente insabbiata a Milano, grazie ai rapporti che il Caroelli era riuscito a crearsi negli ambienti del potere. Egli poté quindi proseguire le sue attività e consolidare la posizione raggiunta, entrando nell'impresa del Rimplazzo, assai redditizia.
Nel 1637 Alessandro sposò Veronica Bagliotti, appartenente all'aristocrazia cittadina, con grande dispendio di risorse, proprio per segnalare la sua "nobilitazione". Veronica era sorella di Margherita, sposata al fisico collegiato Francesco Gallarati, e di Antonia, moglie del fisico collegiato Achille Avogadro.
Anche il figlio Paolo Antonio fu impresario del Rimplazzo negli anni '40 del XVII secolo. La figlia Arcangela andò in sposa a Carlo Francesco Massea di Finale Ligure.

### Luigi
Placido Luigi, figlio di Alessandro, studiò giurisprudenza a Pavia e fu un apprezzato giurista sia a Milano che a Novara. Tra le molte cariche ed onorificenze, fu nominato decurione di Novara e conte del feudo di Vespolate (Novara) nel 1715.

### Giuseppe Urbico
Giuseppe Urbico, fratello di Alessandro, abbracciò la carriera ecclesiastica, si laureò in legge a Parma ed ottenne il canonicato in San Gaudenzio. Quest'ultimo passo fu possibile grazie all'influenza del fratello, che richiese  una raccomandazione direttamente a papa Innocenzo XI, già vescovo di Novara, e al senatore Giovanni Pietro Stampa, cittadino novarese. Stampa era, tra l'altro, avvocato dei Caroelli nella causa contro il Contado.

## Galleria d'immagini

### Pianterreno

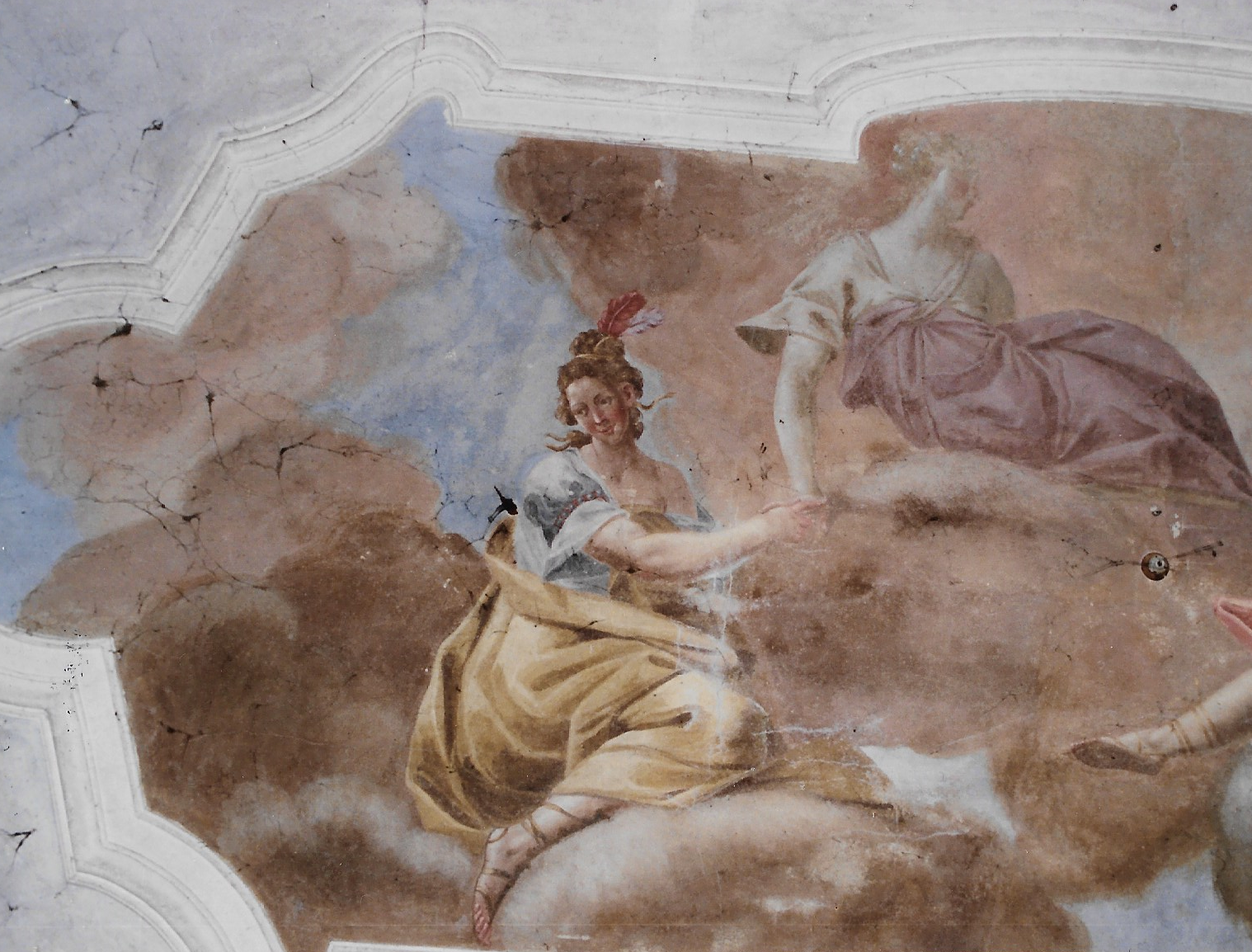
Affresco sul soffitto del salone - Parte sinistra
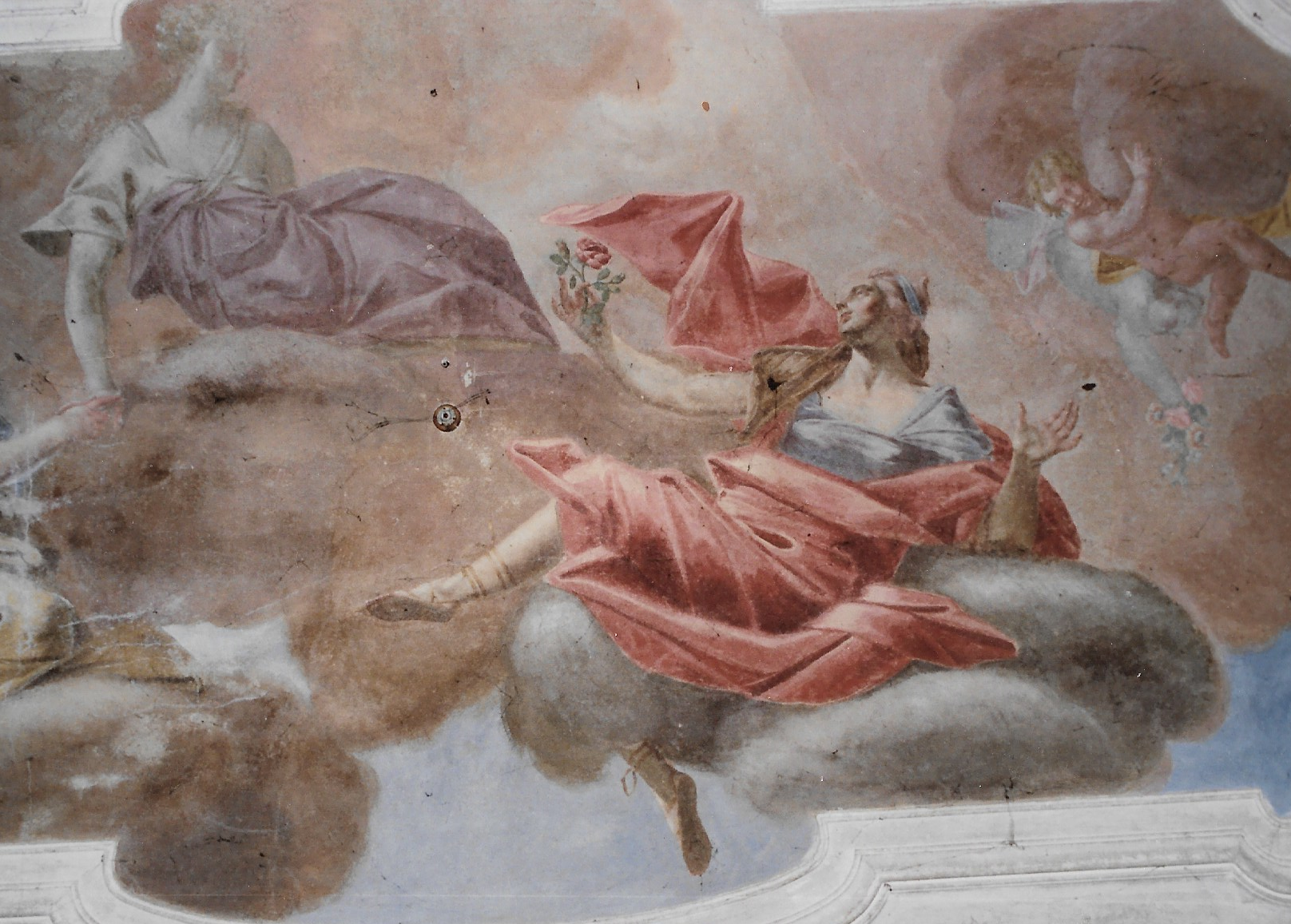
Affresco sul soffitto del salone - Parte destra

### Primo piano

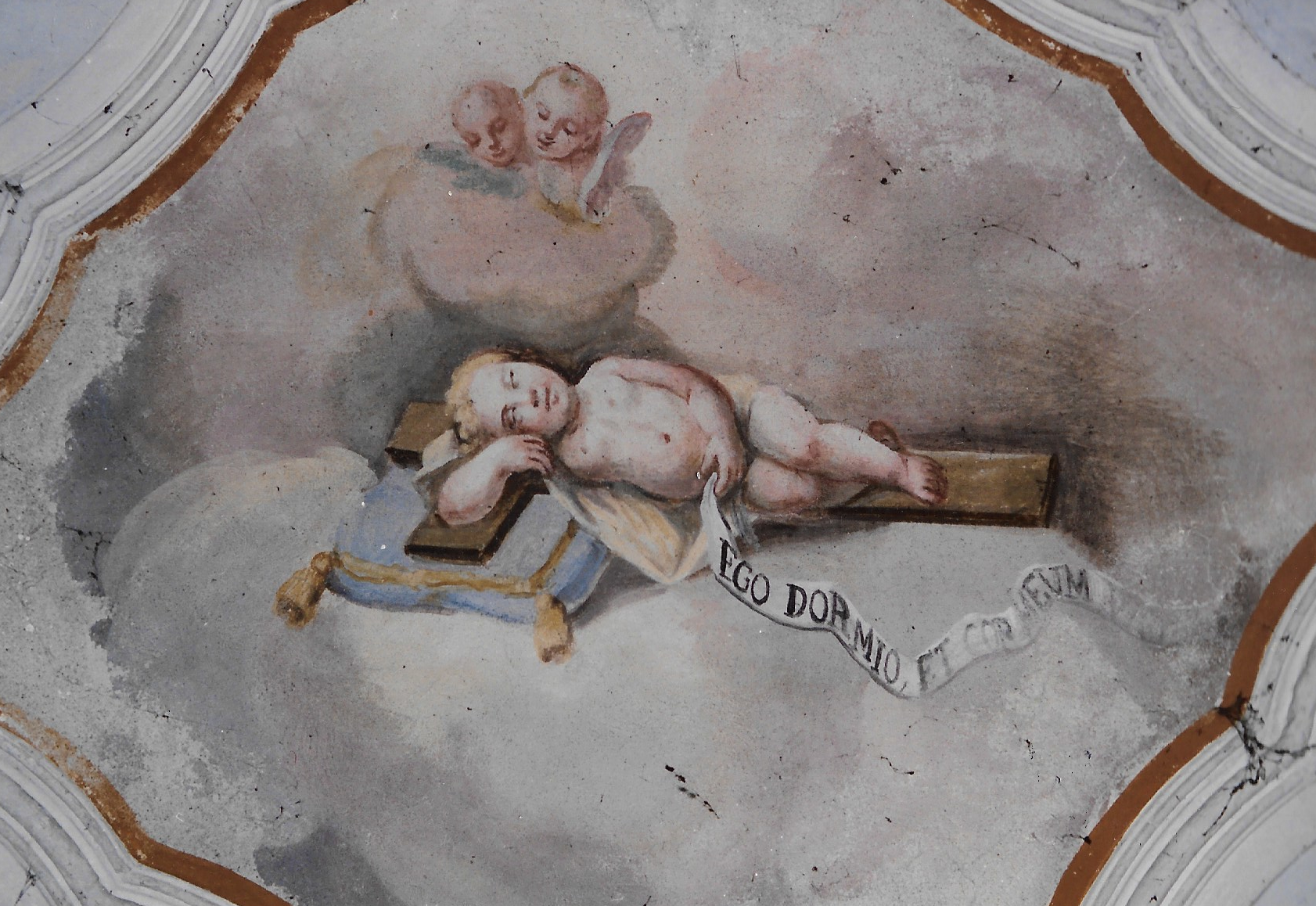
Affresco sul soffitto della camera dei bambini
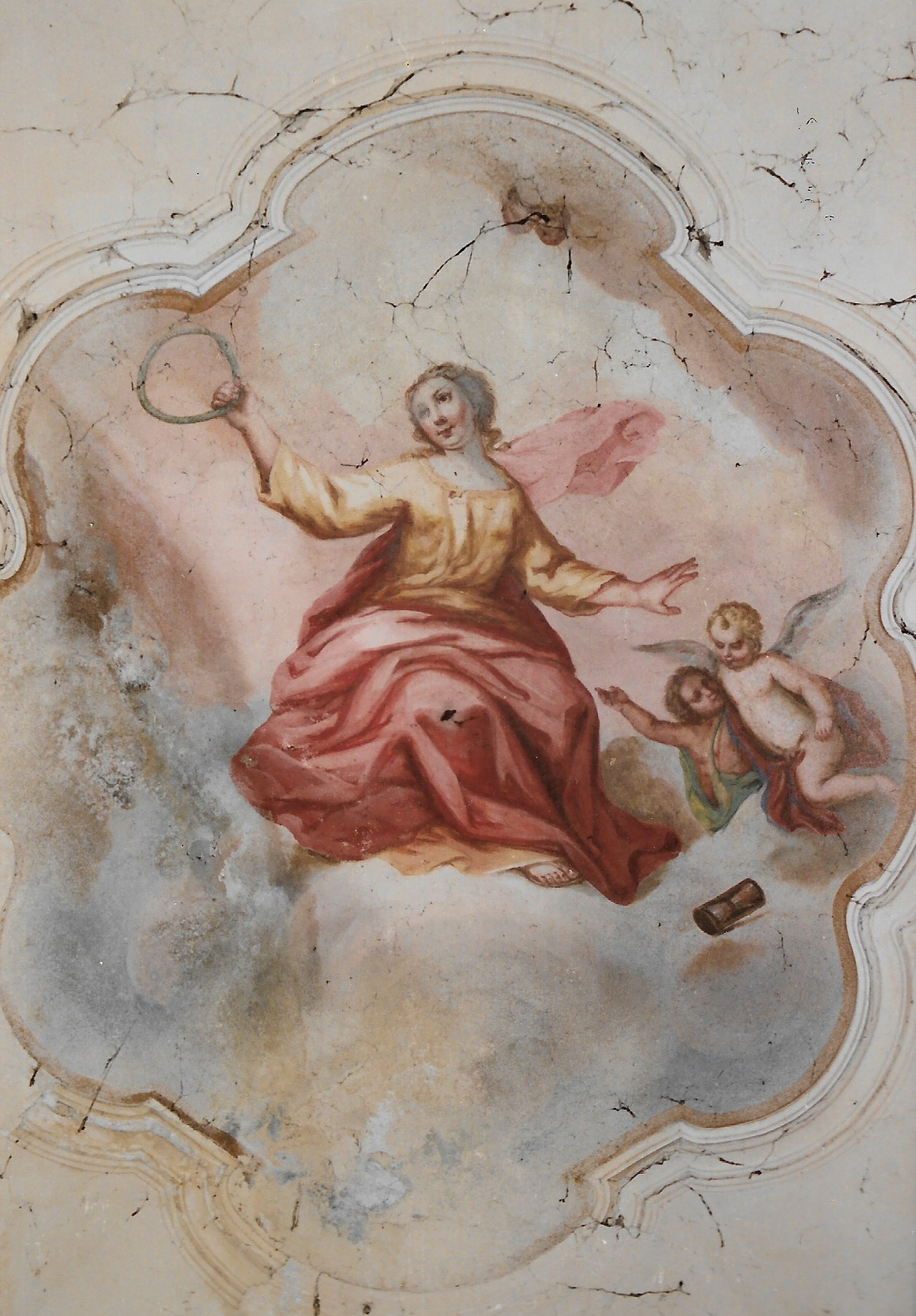
Affresco sul soffitto della camera da letto
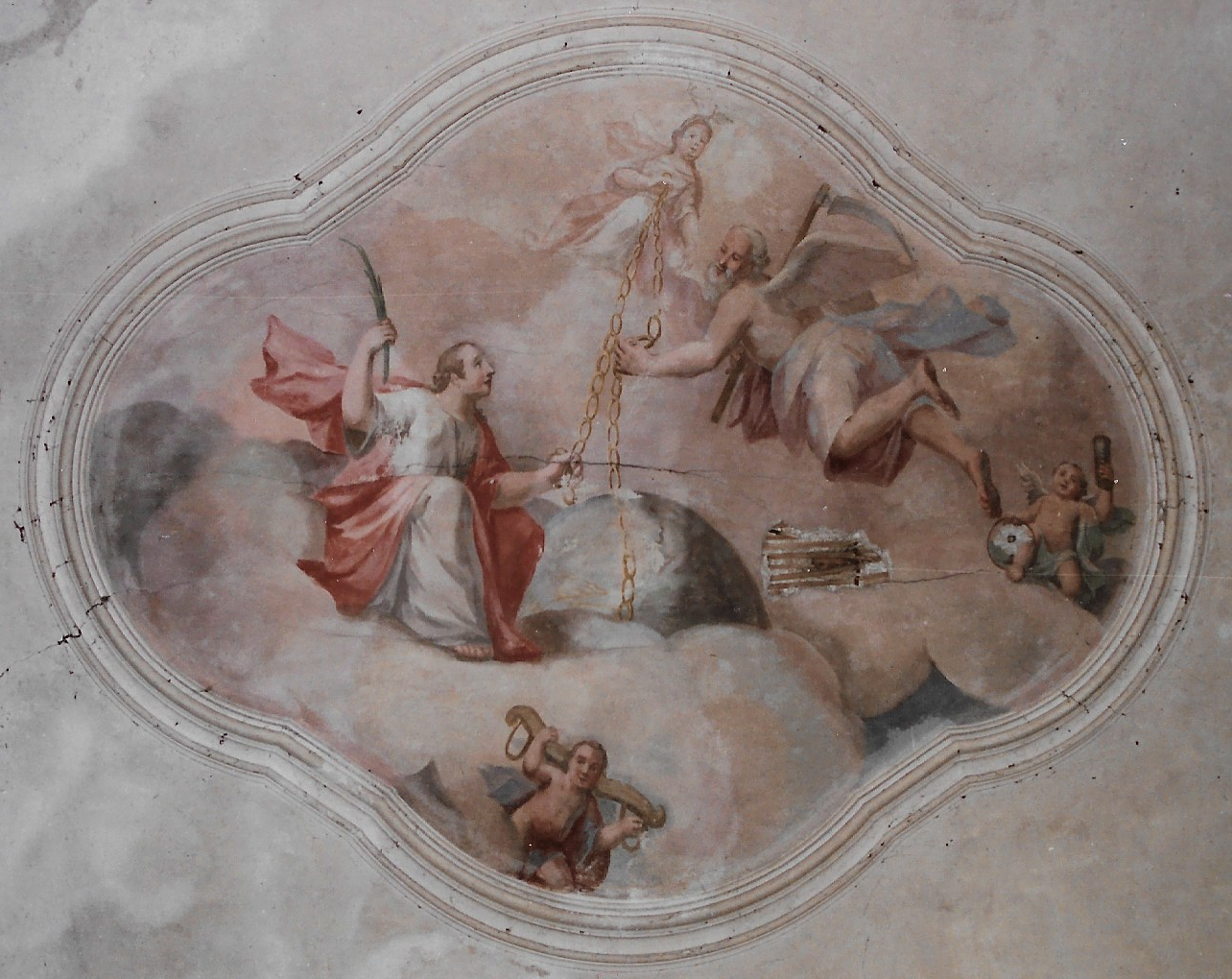
Affresco sul soffitto del salone
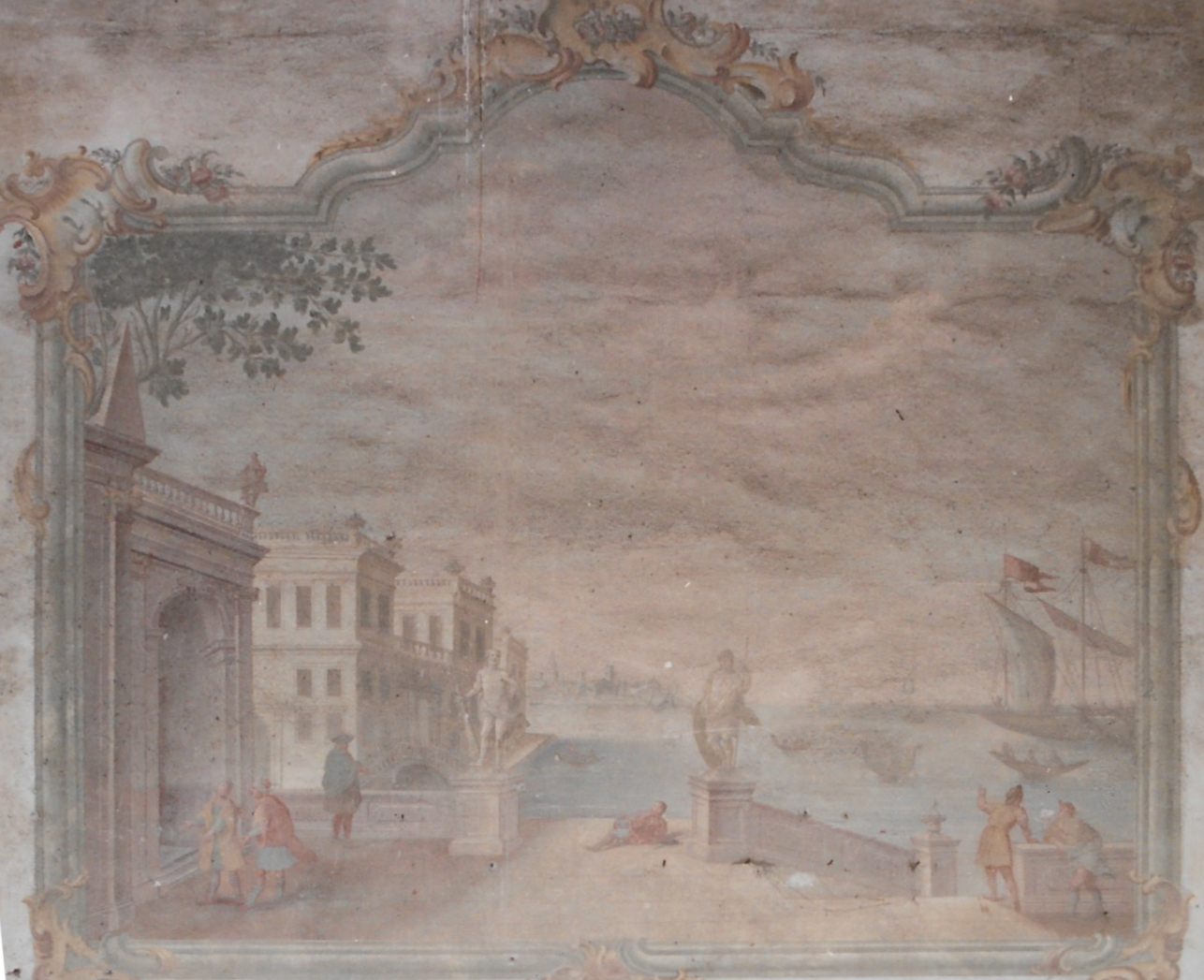
Affresco del salone

### Cappella

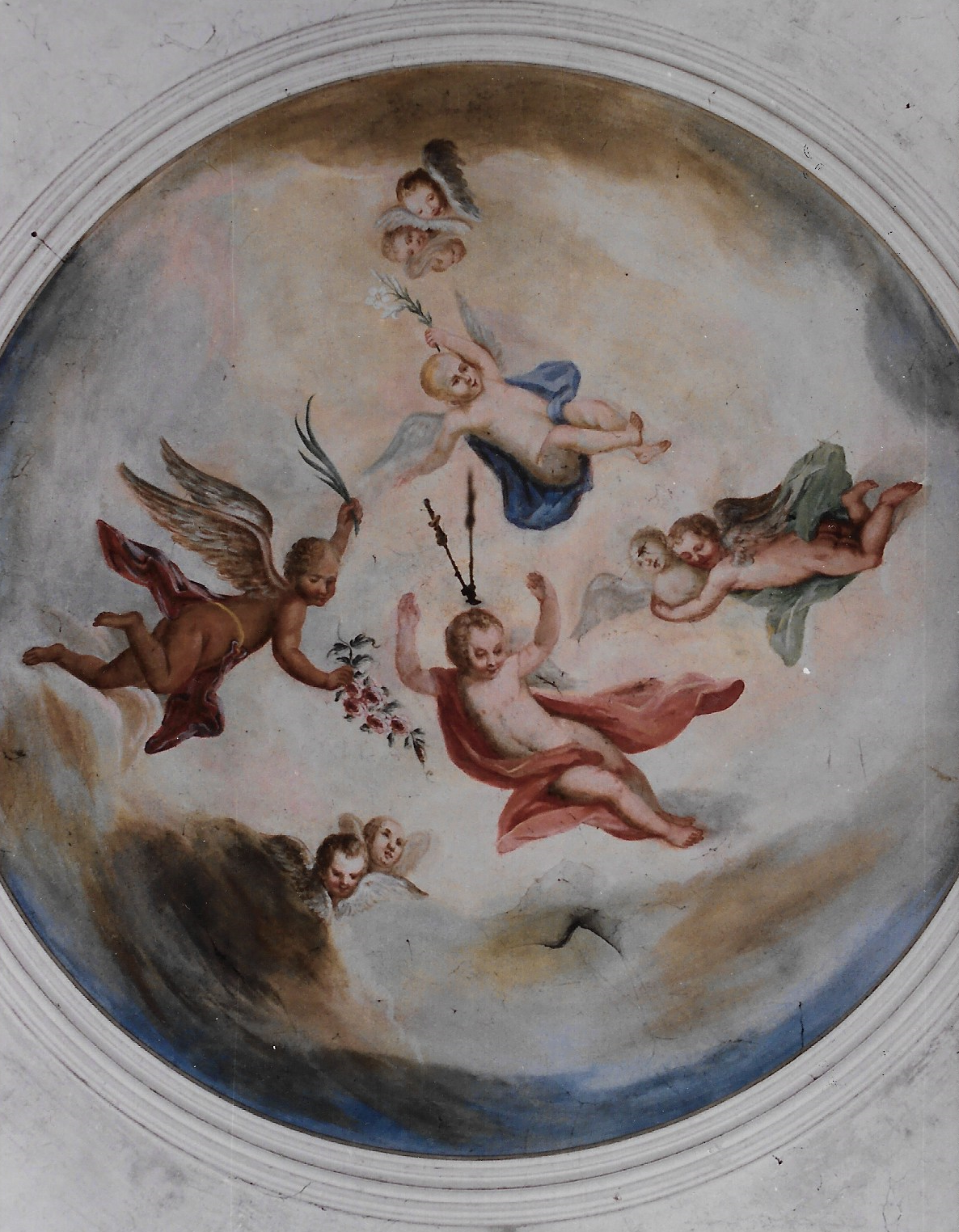
Affresco sul soffitto